# Pherzawl (Distrikt)
Der Distrikt Pherzawl ist ein Distrikt im indischen Bundesstaat Manipur. Verwaltungssitz ist die namensgebende Stadt Pherzawl.

## Geografie
Der Distrikt Pherzawl liegt im Südwesten Manipurs an der Grenze zu den indischen Bundesstaaten Assam und Mizoram. Nachbardistrikte sind Noney im Norden und Nordosten, Churachandpur im Osten, der indische Bundesstaat Mizoram im Süden und Südwesten, der indische Bundesstaat Assam im Westen sowie Jiribam im Nordwesten. Die Fläche des Distrikts Pherzawl beträgt 2178 Quadratkilometer. Wichtigste Flüsse sind der Barak, der Tuivai, der Tuivawl, der Irang und der Saitual. Mit Ausnahme des Südens des Distrikts ist fast der gesamte Distrikt von Wald bedeckt.

## Geschichte
Im Mittelalter war der Distrikt Teil eines Meitei-Königreichs. Im späten 19. Jahrhundert eroberten die Briten das Gebiet und es wurde Teil von Manipur innerhalb Bengalens und später Assams. Im Zweiten Weltkrieg lag die Region nahe der Front zwischen Briten und Japanern. Nach der indischen Unabhängigkeit vollzog Manipur 1949 den Anschluss an Indien. Bis zum 9. Dezember 2016 gehörte das Gebiet zum Distrikt Churachandpur (früher Manipur South). Seither ist er in den heutigen Grenzen ein unabhängiger Distrikt.

## Bevölkerung

### Übersicht
Nach der Volkszählung 2011 hat der Distrikt Pherzawl (damals die Subdivisionen Thanlon und Tipaimukh im Distrikt Churachandpur) 47.259 Einwohner. Bei 22 Einwohnern pro Quadratkilometer ist der Distrikt dicht besiedelt. Alle Einwohner gehören zur Landbevölkerung. Der Hauptort Pherzawl zählt 1558 Einwohner.

### Bevölkerungsentwicklung
Das Gebiet des heutigen Distrikts war Teil des Distrikts Churachandpur (früher Manipur South). Seit 1971 hat der Distrikt den heutigen Umfang. Die Bevölkerung hat im Distrikt in den letzten Jahrzehnten stark zugenommen. Sehr untypisch für Indien ist die Bevölkerung zwischen 2001 und 2011 um 0,44 % oder 207 Personen gesunken.

### Volksgruppen
In Indien teilt man die Bevölkerung in die drei Kategorien general population, scheduled castes und scheduled tribes ein. Die scheduled castes (anerkannte Kasten) mit (2011) 18 Menschen (0,04 Prozent der Bevölkerung) werden heutzutage Dalit genannt (früher auch abschätzig Unberührbare betitelt). Die scheduled tribes sind die anerkannten Stammesgemeinschaften mit (2011) 45.377 Menschen (96,02 Prozent der Bevölkerung), die sich selber als Adivasi bezeichnen. Zu ihnen gehören in Manipur 33 Volksgruppen. Aufgrund der Sprache (Zahlen für die Volksgruppen sind nur bis Distriktshöhe veröffentlicht) sind die Hmar, Gangte, Paite, Simte, Thado, Vaiphei und Zou die wichtigsten Gruppen innerhalb der anerkannten Stammesgemeinschaften im heutigen Distrikt.

### Bevölkerung des Distrikts nach Sprachen
Die Bevölkerung des Distrikts Pherzawl ist sprachlich sehr zersplittert. Zwar spricht fast die gesamte Einwohnerschaft eine Kuki-Chin-Naga-Sprache (eine große Untergruppe der tibetobirmanischen Sprachen), doch diese zersplittert sich in zahlreiche Gruppen. Von den im Distrikt verbreiteten Sprachen gehören mit Ausnahme von Bengali, das zu den indoarischen Sprachen gehört, alle Sprachgruppen und Sprachen zu den Kuki-Chin-Naga-Sprachen.
Hmar ist knapp Mehrheitssprache im Distrikt – allerdings mit sehr ungleichen Anteilen in den beiden Gebieten. In der Subdivision Tipaimukh sprechen 25.516 Personen oder 88,61 % der dortigen Bevölkerung Hmar. In der Subdivision Thanlon beträgt der Anteil der Sprecher nur 140 Personen oder 0,76 % der Einwohnerschaft. Genau umgekehrt ist es bei der zweistärkst verbreiteten Sprache Paite. In der Subdivision Thanlon hat die Sprache mit 8790 Personen oder 47,61 % einen hohen Anteil, während in der Subdivision Tipaimukh nur 831 Personen oder 2,89 % der dortigen Einwohnerschaft Paite als Muttersprache angeben. Vaiphei, Thado und Gangte haben ihre Hochburg ebenso in der Subdivision Thanlon. Alle Muttersprachler von Bengali leben in der Subdivision Tipaimukh. Bemerkenswert ist der hohe Anteil der Bevölkerung mit Sprachangabe Others in der Subdivision Thanlon. Die genaue Übersicht über die Einzelsprachen sieht wie folgt aus:
| Jahr                                   | Hmar   | Hmar  | Paite | Paite | Vaiphei | Vaiphei | Thado | Thado | Gangte | Gangte | Bengali | Bengali | Total  | Total    |
| Jahr                                   | Zahl   | %     | Zahl  | %     | Zahl    | %       | Zahl  | %     | Zahl   | %      | Zahl    | %       | Zahl   | %        |
| -------------------------------------- | ------ | ----- | ----- | ----- | ------- | ------- | ----- | ----- | ------ | ------ | ------- | ------- | ------ | -------- |
| 2011                                   | 25.656 | 54,29 | 9621  | 20,36 | 3799    | 8,04    | 2089  | 4,42  | 1548   | 3,28   | 1122    | 2,39    | 47.259 | 100,00 % |
| Quelle: Ergebnis der Volkszählung 2011 |        |       |       |       |         |         |       |       |        |        |         |         |        |          |

### Bevölkerung des Distrikts nach Bekenntnissen
Die einheimische Bevölkerung ist fast gänzlich christianisiert. Kleine religiöse Minderheiten im Distrikt sind die Hindus und Muslime, die meist Zugewanderte sind (mehrheitlich Bengalen). Die Hindus sind in beiden Subdivisionen verbreitet, die Muslime konzentrieren sich in der Subdivision Tipaimukh (3,52 % Bevölkerungsanteil). Die genaue religiöse Zusammensetzung der Bevölkerung zeigt folgende Tabelle:
| Jahr                                   | Buddhisten | Buddhisten | Christen | Christen | Hindus | Hindus | Jainas | Jainas | Muslime | Muslime | Sikhs | Sikhs | Andere | Andere | keine Angaben | keine Angaben | Total  | Total    |
| Jahr                                   | Zahl       | %          | Zahl     | %        | Zahl   | %      | Zahl   | %      | Zahl    | %       | Zahl  | %     | Zahl   | %      | Zahl          | %             | Zahl   | %        |
| -------------------------------------- | ---------- | ---------- | -------- | -------- | ------ | ------ | ------ | ------ | ------- | ------- | ----- | ----- | ------ | ------ | ------------- | ------------- | ------ | -------- |
| 2011                                   | 129        | 0,27       | 45.156   | 95,55    | 640    | 1,35   | 33     | 0,07   | 1140    | 2,41    | 7     | 0,02  | 68     | 0,14   | 79            | 0,17          | 47.259 | 100,00 % |
| Quelle: Ergebnis der Volkszählung 2011 |            |            |          |          |        |        |        |        |         |         |       |       |        |        |               |               |        |          |

## Verwaltung
Seit 1971 bestehen auf dem Gebiet des heutigen Distrikts die Subdivisionen Thanlon und Tipaimukh. Der Distrikt ist heute in die vier Verwaltungseinheiten Parbung, Pherzawl, Thanlon und Vangai Range unterteilt.